# Aeroportul Brisbane West Wellcamp
Aeroportul Brisbane West Wellcamp (IATA: WTB, ICAO: YBWW) este un aeroport din Queensland, Australia ce deservește zona Toowoomba. Aeroportul a fost tranzitat în 2022 de 36.942 de pasageri.
Situat la o altitudine de 444 m, aeroportul dispune de o singură pistă.